# 齋藤佳子
齋藤 佳子（さいとう けいこ 1975年〈昭和50年〉12月10日- ）は、日本のチアリーダー。
埼玉県東松山市出身。身長161cm。血液型はA型。大妻女子大学短期大学部卒業。姉が1人いる。

## 来歴
7歳の時にクラシックバレエ、ジャズダンスを始めた。高校2年時に1ヶ月ホームステイし、そこでNFLチームのサンフランシスコ・フォーティナイナーズのチアリーダーの魅力を知る。大学卒業後は大手フランス系ブランド会社に勤務しつつ、1999年に日本プロ野球・読売ジャイアンツのマスコットガール「ファイアーガール」（現「ヴィーナス」）の一員となり、1年間務めた。
ファイアーガール卒業後は再びOLに専念していたが、当時交際していた男性との失恋を機に一念発起。2002年にXリーグの富士通フロンティアーズチアリーダーを始めとして、USAオールスターチアリーダー、Xリーグオールスターチアリーダー、Reebook Japan 親善大使などを経て2004年にNFLサンフランシスコ・フォーティナイナーズのチアリーダーとなる。2009年にはアメリカ合衆国の兵士の応援などの非営利団体「The Sweethearts for Soldiers」の2010年メンバー試験に合格。メンバーとしてイラクやアフガニスタンを含むアメリカ国外の米軍キャンプ慰問を行なった。
2004年にピラティス・メソッドについて学び始め、2005年にはネバダ州立大学で研修も受けた結果、同大学公認ピラティスインストラクターの資格を取得した。2010年4月にはズンバインストラクターのライセンスも取得している。
アメリカ人の男性と結婚し2007年よりアメリカに在住一方、2010年に設立された一般社団法人「プロフェッショナルチアリーディング協会」とそのチアリーダーズ「オールスタープロチアリーダーズ」の代表理事も務めている。
USAオールスターチアリーダーで一緒だった安中由香子や、NFL・タンパベイ・バッカニアーズのチアリーダーだった小島智子と仲が良い。

## 著書
- 「元NFLチアリーダーが教えるピラティスビューティーダイエット」（インフォバーン、2005年）ISBN 4901873482
- 「信じる!伝える!実現する!～夢を叶える超ポジティブ思考～」（宝島社、2015年）ISBN 978-4800245434[5]

### ブログ
1. ↑  “衆議院議員 坂本ゆうのすけさんを訪問!”. 齋藤佳子『Cheer Up!』ダイアリー.  Gooヘルスケア (2015年10月23日). 2021年10月9日閲覧。
2. 1 2 3  “代表 齊藤佳子プロフィール”. プロチア通信.  サイバーエージェント (2010年6月2日). 2021年10月9日閲覧。
3. ↑  “姉到着!”. 齋藤佳子『Cheer Up!』ダイアリー.   Gooヘルスケア (2011年9月17日). 2021年10月9日閲覧。
4. ↑  “Sweethearts for Soldiersの2010年度メンバーに合格しました。”. 齋藤佳子『Cheer Up!』ダイアリー.   Gooヘルスケア (2009年9月30日). 2021年10月9日閲覧。
5. ↑  “Zumbaインストラクターライセンス取得☆”. 齋藤佳子『Cheer Up!』ダイアリー.   Gooヘルスケア (2010年4月13日). 2021年10月9日閲覧。
6. ↑  安中由香子 (2010年7月8日). “USAジャパン20周年記念パーティ”. チアダンス～GO☆ANNYS～.   サイバーエージェント. 2021年10月9日閲覧。
7. ↑  “チアコンベンション@アトランタ”. 齋藤佳子『Cheer Up!』ダイアリー.   Gooヘルスケア (2009年6月30日). 2014年8月31日閲覧。